# 囊叶木科
囊叶木科（学名：Saccifoliaceae）又名勺叶木科，只有一属唯一一种，生长在南美洲圭亚那的高原地带，是当地的特有种。
囊叶木（勺叶木）是一种灌木，小叶互生，集中生长在枝条顶部，匙形；花的花被4-5裂；果实尚不清楚。
1981年的克朗奎斯特分类法将本科列入龙胆目，1998年根据基因亲缘关系分类的APG 分类法和2003年经过修订的APG II 分类法不承认这个科，将其合并到龙胆科中。